# Des White
Des White (Nueva Zelanda; 16 de febrero de 1927 – 13 de diciembre de 2023) fue un jugador y entrenador de rugby neozelandés que jugó en la posición de Fullback.

## Carrera

### Equipo
Jugó toda su carrera con el Ponsorby Ponies de 1947 a 1960, equipo con el cual anotó 794 puntos, 391 goles y cuatro tries, los cuales actualmente son récord del equipo.

### Representativo
Jugó para los Akarana Falcons, equipo representativo de Auckland.

### Selección nacional
Jugó para Nueva Zelanda en 21 ocasiones de 1950 a 1956, donde anotó dos tries, 47 goles y consiguió 132 puntos. Jugó en el primer partido de rugby televisado en el Station Road, Swinton ante Gran Bretaña en donde anotó dos goles. Actualmente tiene el récord de goles en un partido con 11 ante Australia en 1952 en un partido jugado en Brisbane, y también se convirtió en el primer jugador de Nueva Zelanda en convertir 100 goles con la selección y el que más goles ha anotado en una serie a dos partidos con 18 ante Australia. Se perdería la Copa Mundial de Rugby League de 1954, la primera de la historia, por tacklear ilegalmente a Doug Greenall cuando jugaba con los Akarana Falcons, que provocó una lesión a Greenall que lo dejó fuera del rugby por dos años. Su récord de puntos sería superado por Matthiew Ridge.

### Entrenador
Sería entrenador de la selección de rugby de Nueva Zelanda en dos partidos en 1961, donde ganó un y perdió el otro.

## Distinciones
- Inmortal de la Auckland Rugby League.[9]
- New Zealand Sports Hall of Fame en 1990
- NZRL's Legends of League.[10]
- Equipo del siglo de Nueva Zelanda (1907-2007)